# ام دافک
ام دافک (به لاتین: Am Dafok) یک منطقهٔ مسکونی در جمهوری آفریقای مرکزی است که در Vakaga واقع شده‌است.